# Siliciumkarbid
Siliciumkarbid, også kaldt karborundum, carborundum, har den kemiske forkortelse SiC, som består af silicium og carbon.
Det er et industrielt fremstillet materiale, som anvendes til slibeprodukter og som tilsætningsstof. Materialet er noget af det hårdeste, som findes, med værdien 9,5 på Mohs hårdhedsskala; kun diamanter er hårdere med en Mohsværdi på 10. 
Siliciumkarbid er i ren form farveløs, isolerende, ildfast og har halvlederegenskaber.  Det har en række brugsområder som slibemiddel, inden for keramik- og støberivirksomhed.
Siliciumkarbid indgår i rumfærgens varmeskjold, og visse skivebremser er opbygget af materialet. I nyere tid er man begyndt at lave dioder (SiC-Schottky-diode) og transistorer af halvlederlegeringen.